# 대한민국의 철도 사고 목록
이 문서는 대한민국의 철도 사고를 시간순으로 정리한 문서이다.

## 소산천 철교 화물열차 추락 사고-1975.11.3
소산천 철교 화물열차 추락 사고는 1975년 11월 3일 오후 3시 15분쯤 강원도 정선군 남면 태백선 소산천 철교에서 화물열차가 탈선하여 추락해 3명이 숨지고 1명이 중경상을 입은 사고이다. 탈선한 화물열차는 사북역에서 무연탄을 싣고 제천역으로 가려던 중 제동기 고장으로 탈선하였다. 사고 화물열차에는 기관차 포함 총 29량이 연결되어 있었는데 이 중 9량만이 철로변에 탈선 전복되었고 나머지 20량은 높이 약 13m의 철교 아래로 떨어져 탈선, 추락했다. 이 사고로 당시 35세의 기관사 이씨가 중경상을 입었을 뿐 나머지 기관사와 기관조사는 그 자리에서 사망하였다. 이 사고로 태백선 철로는 엿가락처럼 휘었고 침목 약 200개가 흐트러졌다. 또한 철교 아래로 떨어진 화차는 곳곳이 파손된 채 이곳 저곳에 나뒹굴어 있었으며 화차에서 쏟아진 탄가루는 소산천을 덮고 말았다. 이 때문에 소산천에서부터 상류 약 1km까지 시커먼 먹물이 흘렀다.
철도 당국은 사고 다음날인 1975년 11월 4일 아침 중장비를 동원해 긴급 보수에 나섰으나 파손의 규모가 워낙 커 개통일을 예측할 수 없었다. 언론에는 서남천 철교 화물열차 추락 사고로 알려져 있다.

## 괴산 열차 전복 사고-1980.8.1
1980년 8월 1일 새벽 0시 45분경 괴산군 증평읍에서 제천역발 대전역행 화물열차가 레일이 떨어져 탈선되고 전복된 사고이다.

## 회기역 전동차 추돌 사고-1984.10.2
회기역 추돌 사고는 1984년 10월 2일 오전 11시 40분경, 경원선 휘경역으로부터 남쪽으로 약 200여 미터에 신호 대기 중으로 정차하던 서울전동차사무소 소속 제 190호 전동열차(당시 인천역 출발 성북역 종착)를 춘천 방면으로 진행하던 화물열차가 추돌하여 승객과 승무원 3명이 사망하고 30여 명이 중경상을 입은 사고이다. 당시 화물열차 기관사의 진술에서는 사고 직전에 약 1km 정도의 위치에서 정차 중인 전동열차를 발견하고 급히 비상제동을 걸었으나, 제동거리가 미치지 못해 추돌하였다고 한다.

## 인천역 추돌사고-1986.2.2
인천역 충돌 사고는 1986년 2월 2일 오후 3시 47분경 경인선 인천역 장내에서 신호대기로 정차중이던 철도청 소속 창동발 인천행 K267열차가 용산발 인천행 4421 소운전열차에 들이받혀 전동차 차장 1명이 경상을 입고, 전면부가 파손되었다. 이 사고로 1량은 대파되어 폐차처리되었고, 4량은 중파되었다.

## 부산 도시철도 추돌 사고-1990.9.2
부산 도시철도 추돌 사고는 1990년 9월 2일 부산 도시철도 1호선 노포차량사업소에서 정비를 마치고 입환중이던 전동차가 제동장치 불량으로 남산역 구내에서 두실역 방향으로 출발 대기중이던 1263열차의 전동차 뒷부분을 들이받아 승객들이 다치고 19억 원의 재산피해를 낸 사고이다.

## 개봉역 전철 추돌 사고-1991.10.30
개봉역 전철 추돌 사고(開峯驛電鐵追突事故)는 1991년 10월 30일 오후 8시 30분 경에 서울특별시 구로구 개봉동 경인선 개봉역 구내 하행선 인천 방향 선로에서 구로역을 출발하여 개봉역 승강장에 진입 중이던 철도청 소속 성북발 주안행 K323호 전동차가 앞에 출입문 고장으로 정차해 있던 서울특별시 지하철공사 소속 청량리발 인천행 S243호 전동차의 뒷부분을 들이받으면서 열차에 타고 있던 승객 50여 명이 부상을 입은 사고다.

## 미전신호소 열차 추돌 사고-1994.8.11
'미전신호소 열차 충돌 사고' 문서 참조

## 일산선 전동차 추돌 사고-1995.11.24
일산선 추돌 사고는 1995년 11월 24일 당시 일산선 삼송역-원당역 구간에서 일어난 열차 추돌 사고이다. 1995년 11월 24일 오후 3시 30분경 당시 개통을 앞두고 시운전 중이던 일산선 삼송역-원당역 구간에서, 시속 55km로 달리던 3889호 열차가 시속 5km로 서행 운전 중이던 선행 열차 3887호의 후미 부분을 들이받으면서 발생한 추돌 사고이다. 사고의 발단은, 시운전 당시 해당 구간의 ATC(자동 열차 제어 장치)는 공사 중으로 정상 작동하지 않아 모든 열차는 서행 운전을 해야 했는데, 3889호가 이러한 사실을 인식하지 못한 채 정상 속도로 운행하였던 것이 화근이었다. 또한, 공사를 담당하던 철도청 종합공사사무소(현 한국철도공사 서울본부) 측에서 공사 사실을 열차 운행 관련 부서에 사전에 통보하지 않은 것으로 드러났다.
문제의 일산선은 개통 전이어서 두 열차의 차장 및 기관사만 가벼운 상처를 입었을 뿐 별다른 인명 피해는 없었으나, 이 사고의 여파로 3887호 열차의 후미부분 2량이 파손되었고, 3889호 역시 열차 4량이 휘어지고 완충기 등이 파손되었다. 더불어 개통 시 운행이 가능한 열차의 편성 수가 1편성 감소하는 바람에 배차간격 역시 12분에서 15분으로 늘어나게 되었다. 당시 사고 차량은 3x74 편성과 3x77 편성이었다.
한편 철도청(현 한국철도공사 서울본부) 측이 추후 수도권 전철 3호선(일산선) 운행에 파장이 미칠 것이라는 점과 별다른 인명 피해가 없는 사고라는 이유로 보고를 하지 않아, 이 사고는 발생 후 4일이 지나서야 보도되었다. 이에 대해 당시 건설교통부(현 국토교통부) 측은 "철도 사고의 경우 인명피해가 발생할 경우에만 보고한다."라고 해명하였다. 또 개통 후 같은 구간을 공동으로 운행하게 되어있던 서울특별시 지하철공사(현 서울교통공사) 측에도 별다른 보고를 하지 않았던 점과 공사 실시를 사전에 미리 알리지 않은 철도청(현 한국철도공사) 측의 허술한 보고 체계의 문제가 되었다.
한편 일산선은 수 차례씩 개통 일정이 연기된 후 개통 시기를 1995년 12월로 가닥을 잡았다가, 이듬해인 1996년 1월 30일에야 정상 개통되었다. 철도청(현 한국철도공사 서울본부)은 이 사고와 개통 일정 순연은 전혀 상관 없다는 입장을 해명했다.

## 성수역 추돌 사고-1997.8.7
성수역 추돌 사고(聖水驛追突事故)는 1997년 8월 7일, 서울 지하철 2호선의 성수역 인근에서 성수역으로 진입하던 서울특별시 지하철공사 소속 2018호 열차가, 선로 진입 도중 전철 신호기의 판단 착오로 잘못된 선로로 수동 진입 후, 선로가 찢어지면서 열차가 탈선하고, 이 과정에서 대기중이던 2003호 측면을 추돌하여 열차 운행이 한동안 불통되었다.

## 청량리역 충돌 사고-1997.8.24
청량리역 충돌 사고는 1997년 8월 24일 오후 9시 40분경 경원선 청량리역 구내에서 철도청 소속 인천발 의정부행 K244 1060열차가 역 구내에 입환 중이던 2100호대 디젤 기관차에 들이받혀 K244 1060열차의 전면부가 파손되는 사고가 발생했다. 이 사고로 청량리 - 회기 구간이 불통되어 1호선 열차들이 성북역, 청량리역에서 회차하고, 경춘선, 영동선 열차는 이문역으로 우회운행했다. 사고 후 수리 과정에서 사고 차량 전면부의 쪽창이 사라졌다.

## 당산역 충돌 사고-1999.4.22
당산역 충돌 사고는 1999년 4월 22일, 서울 지하철 2호선 당산역 구내에서 당산역에 종착하던 서울특별시 지하철공사(현 서울교통공사) 소속 2226호 열차가 정차하지 못하고 승강장 끝에 있는 차단막과 충돌하였다. 사고 당시 파업기간중이라 대체 기관사가 졸음운전으로 정차하지 못하고 재시공중이던 당산철교로 돌진했다. 이 사고로 전두부가 심하게 파손되었으며, 승객 3명이 부상을 입었다.

## 영동선 열차 탈선 사고-1999.9.24
영동선 열차 탈선 사고는 1999년 9월 24일, 영동선 영주기점 62.29km~62.36km간(분천역~비동역 사이) 폭우로 발생한 낙석으로 인한 선로 유실로 인해 이곳을 지나던 제2504열차(당시 견인기 DEL7109)가 탈선 및 전복하여 기관사가 사망하였다. 현재 분천역-양원역 사이에는 이 사고에 관한 비문이 있다.

## 부산 도시철도 탈선 사고-2000.6.2
부산 도시철도 탈선 사고는 2000년 6월 2일 오전 7시 44분 경 부산광역시 금정구 부산 도시철도 1호선 장전역과 구서역 사이 지상구간 상행선 150m 지점에서 구서역 방향으로 달리던 2020호 전동차가 급제동하면서 선로를 이탈한 사고이다. 사고 전동차는 객차 8량중 앞부분 2량이 완전히 탈선, 높이 1m, 두께 20cm의 중앙분리대를 부수고 반대쪽 선로를 덮쳤고 4량도 선로를 이탈하면서 중앙분리대를 들이받았다. 사고로 승객 10명이 허리 등에 중경상을 입었다. 승객들은 전동차가 전복되지는 않아 인명피해가 크지는 않았으나 차량이 급정지하면서 객차 안에서 넘어져 상당수가 찰과상을 입었다. 부산 도시철도 운행 시작 이후 첫 탈선 사고이다.

## 부산 도시철도 연산동역 무정차 통과사고 (음주 운행 사건)-2000.11.1
부산 도시철도 음주 운행 사고는 2000년 11월 1일 21시 43분 노포동역 (현 노포역)을 출발한 열차가 연산동역 (현 연산역)을 정차하지 않고 다음 역인 시청역에서 멈춘 뒤 출동한 경찰에 의해 기관사가 검거된 사건을 말한다. 부상자 이상의 인명 피해는 없었으나, 이 사고로 인해 지하철 운행에 차질이 빚어졌다. 사고 원인은 기관사의 아내가 우울증과 조현병에 걸려서 가정 불화로 인한 음주로 밝혀졌다.
철도 음주 운전은 철도법상, 주취 운행에 대한 법적 근거가 없어, 철도법상의 근무 태만 혐의를 적용하여 기관사에 대해 구속 영장을 신청하였고, 부산지법 1심 판결에서 당시 근무 태만 혐의의 법정 최고형인 징역 1년이 선고되었다. 기관사는 해임 당했고, 기관사의 음주 운전 사고 방지를 위한 승무 적합성 검사를 담당하는 노포차량사업소 직원 2명이 직위해제를 당했다. 이 사건 이후 철도법과 그 후신인 철도안전법이 개정되어 주취 운행에 대한 법적 근거가 마련되었으며, 법정 최고형도 징역 2년으로 상승하였다. 철도는 일반 자동차에 비해 수송량이 월등히 많아서 운전자인 기관사의 책임이 그만큼 크게 요구되기 때문이다.

## 수원역 전동차 추돌 사고-2002.2.22
수원역 전동차 추돌 사고는 2002년 2월 22일, 경부선 수원역 구내에서 신호 대기 중이던 서울특별시지하철공사 소속 전동열차와 대한민국 철도청 소속 선로보수 모터카가 추돌하여 많은 인명 및 재산 피해를 야기한 철도 사고이다.

## 대구 지하철 화재 참사-2003.2.18
대구 지하철 화재 참사는 2003년 2월 18일 대구 도시철도 1호선 중앙로역에서 김대한의 방화로 일어난 화재이다. 대구 지하철 방화 사건으로 불리기도 한다. 이로 인해 2개 편성 12량의 전동차가 모두 불탔으며 192명이 사망하고 148명이 부상당해서, 대구 상인동 가스 폭발 사고와 삼풍백화점 붕괴 사고 이후 최대 규모의 사상자가 발생했다. 사고 뒤 열차는 불에 타 뼈대만 남았고, 중앙로역도 불에 타서 2003년 12월 30일까지 복구를 위해 영업을 중단한채, 참사 8개월 후인 같은 해 10월 21일경, 중앙로역 무정차 통과 방식으로 참사 8개월 만에 전구간 통행이 재개 되어, 중앙로역을 제외한 명덕, 반월당, 대구역, 칠성시장, 신천 등 운행이 중단된 5개 역은 완전 정상 업무에 들어갔다.

## 단양 새마을호 열차 탈선 사고-2003.9.13
단양 새마을호 열차 탈선 사고(丹陽 -號列車脫線事故)는 2003년 9월 13일 새벽 1시쯤 충청북도 단양군 부근의 중앙선에서 안동을 떠나 서울로 가려던 새마을호 열차가 선로를 이탈(탈선)해 27명이 중경상을 입은 사고이다. 이 날 사고는 태풍 매미 때문에 철로로 굴러 떨어지는 돌더미와 흙을 새마을호 열차가 발견하지 못해 추돌한 것이다. 이 사고로 기관차와 객차 등이 넘어졌고 이용고객 27명이 중경상을 입었으며 중앙선 열차 운행이 약 13시간 여 동안 전면 통제되었다.

## 서울 지하철 7호선 방화 사건-2005.1.3
서울 지하철 7호선 방화 사건은 2005년 1월 3일 오전 7시경 가리봉역을 지나 온수 방면으로 향하던 전동차 객실 내에서 방화범이 노약자석 인근에 인화 물질을 붓고 불을 붙임으로서 객차 3량이 전소되고 1명의 인명피해(경상)를 야기한 사고이다.

## 소정리역 화물열차 탈선 사고-2006.12.17
소정리역 화물열차 탈선 사고(小井里驛貨物列車脫線事故)는 2006년 12월 17일 오후 12시 20분쯤 충청남도 연기군(현재의 세종특별자치시) 소정면 소정리역에서 부산역을 출발하여 서울역으로 가던 화물열차의 기관차가 얼어붙은 선로를 지나다 앞바퀴 6개가 빠져 탈선된 사고이다. 이 사고로 경부선 열차 통행이 하행선으로만 이루어져 뒤에 따라오던 무궁화호 열차가 전의역으로 회차하는 소동을 빚어 한 시간가량 연착되는 등 새마을호와 무궁화호 열차의 운행이 10분이상 늦어졌다. 또한 사고 수습에 3시간 이상이 걸려 열차 운행은 오후 3시 30분쯤에야 정상화되었다. 한편 KTX는 사고 구간을 지나지 않아 정상 운행되었다.

## 영등포역 추돌 사고-2007.5.12
영등포역 추돌 사고는 2007년 5월 12일 경부선 영등포역 구내에서 신호를 오인하고 역에 진입하던 4404호 단행 디젤 기관차가 승강장에서 정차하고 있던 코레일 소속 용산발 동인천행 급행 전동열차를 뒤에서 들이받아 발생한 사건이다.

## 부산역 KTX 열차 충돌 사고-2007.11.3
부산역 KTX 열차 충돌사고는 2007년 11월 3일에 경부선 부산역에서 발생한 KTX 열차끼리의 충돌 사고이다. 2007년 11월 3일 6시 29분경 부산역구내 9번선에서 KTX #110열차(제25편성)가 승객 190명을 태우고 서울역으로 출발하기 위하여 대기 중에 있었다. 부산차량기지에서 #H112 출고열차가 부산역에서 승객을 태우고 서울역으로 운행하기 위하여 정시보다 18분 빠른 6시 7분에 출발하여 운행중 6시 29분경 부산역 장내신호기에 정지신호가 현시된 것을 확인하지 못한 채 진입하였고, 9번선에서 출발 대기중인 KTX #110열차를 약 40m전방 (30km/h)에서 뒤늦게 발견하고 비상제동을 걸었으나 정차하지 못하고 정면충돌하여 KTX 동력차 2량의 앞부분이 파손되었다. 부산진역을 출발한 사고열차 (제112열차)는 부산역 장내신호기 ATS 설치지점을 약 40km/h 속도로 운행중 6시 28분 38초에 ATS 경보가 울렸으며, 사고 열차 기장은 2초후에 ATS 확인버턴을 취급하여 4초 후 ATS경보가 중지될 때까지 계속 ATS 확인버턴을 누르고 있었다. 이후 비상정차 등의 조치 없이 진행하다가 출발대기 열차로부터 약 40m전방(30km/h)에서 비상제동을 걸었으나 같은 속도로 2초간 20m 진행 후 제동이 걸렸고 제동이 걸린 시점에서 10m를 진행하여 26km/h의 속도로 충돌하였다. 충돌 시 두 동력차의 앞부분이 5.2m 함몰되었고 충돌 열차가 레일면에서 약 60cm 들린 상태에서 약 2m를 진행하였다. 부상자는 1명(71세)으로 무릎 타박상으로 3주간 입원 치료를 하였고, 당일 승객 3명이 통증을 호소하였으나 당일 진료 후 귀가하였다. 동력차 2량 앞부분 파손 및 객차 프레임이 일부 변형되었고, 물적 피해액은 총 25억원이 발생하였다. (선로전환기 파손, 연결기 파손 등) 사고열차 기장은 잡념과 졸음운전으로 부산역 장내신호기 정지신호를 무시하고 부산역에 진입하였고, 운전자경계장치 및 ATS도 작동하였으나 무의식적으로 확인 버턴을 눌러 보안장치의 기능을 무력화시켰다. 결국 위와 같은 이유로 주원인은 사고 열차 기장의 잡념과 졸음운전으로 밝혀졌는데, 전국철도노동조합에서는 이 사고가 1인 승무제 때문이라고 주장하였다.

## 구로기지 추돌 사고-2010.5.1
구로기지 추돌 사고(九老基地脫線事故)는 2010년 5월 1일 서울특별시 구로구에 있는 코레일 구로차량사업소에서 청소를 끝내고 기지로 들어가던 전동차가 속도를 줄이지 못하면서, 선로에 먼저 대기하고 있던 전동차와 추돌해 기관사 1명이 부상을 입은 사고이다. 이 사고로 한국철도공사 1000호대 전동차 1x58편성은 중간 프레임 훼손으로 폐차 처리되었고 한국철도공사 5000호대 전동차 5x75편성은 문산차량사업소 중수선에 입창되어 장기간 수리작업 후 311x74편성으로 정상 운행중이다.

## 9호선 신논현역 탈선 사고-2010.11.28
9호선 신논현역 탈선 사고(九號線新論峴驛脫線事故)는 2010년 11월 28일 오후 8시10분경 서울 지하철 9호선 신논현역 인근 터널에서 사평역 방향으로 가려던 0913호 전동차가 탈선한 사고이다. 이 사고의 여파로 사고 당일부터 새벽 3시까지 9호선 동작역~신논현역 구간의 열차 운행이 전면 중단되어 급행을 포함한 모든 열차가 개화역~동작역 구간만 운행하였고, 새벽 3시경, 탈선한 0913호 전동차를 레일 위에 올려서 작업복구시키고, 김포차량사업소로 이동하면서 9호선의 운행을 재개하였다.

## 일직터널 KTX 열차 탈선 사고 - 2011.2.11
일직터널 KTX 열차 탈선사고는 2011년 2월 11일에 경부고속선 광명역 인근 일직터널에서 발생한 KTX-산천 열차의 탈선 사고이다. 2011년 2월 11일 오후 1시 4분경 부산역(10시 45분 출발)을 출발하여 광명역(13시 03분 도착예정)으로 향하던 KTX-산천 224 열차(103호기)가 광명역 진입 중 458호 선로전환기에서 이선진입하여 5~10호까지 6개 차량이 열차진행방향 좌측으로 탈선되었다. 당시 선로전환기 전로상태는 포인트부는 반위(우선회)방향으로, 크로싱부는 정위(직전) 방향으로 되어 있었다. 이와 같은 선로 전환기 조건에서는 탈선이 발생할 수 밖에 없는 조건이었다. 사고 당일 오전 1시 18분부터 4시 24분까지 458호 선로전환기 노후케이블 교체공사가 시행되었는데, 작업 도중 밀착쇄정기 5번 접점편 고정 너트가 탈락된 상태로 작업이 마무리 되었다. 오전 6시 2분, 902 점검 열차가 458호 선로전환기를 통과 중 기관사가 차내신호기에 정지신호(RRR)가 순간 현시되었음을 관제사에게 통보하였다. 24분후인 6시 26분에도 KTX-산천 시운전 7862 열차가 동일한 문제점을 보고하였고, 관제사는 기관사에게 제동 해제 후 운행할 것을 지시하고 신호 및 차량담당에게 장애를 조치하도록 지시하였다. 6시 52분, 광명신호제어사업소 유지보수자가 신호기계실에서 궤도회로 및 연동장치 분석결과 458호 선로전환기 불일치로 밀착검지기 장애로 파악하고 관제사에게 통보하였다. 관제사는 현장으로 이동하여 수리하라고 지시했고, 7시 30분경 유지보수자가 관제사의 허가없이 선로에 들어가서 선로전환기 포인트박스 진로표시회로를 점퍼선으로 무단 직결하였다. 유지보수자는 장애부분이 조치되었음을 관제센터에 보고 후 선로전환기 부근에 계속 체류하면서 관찰하였다. 이후 다른 열차들이 이상없이 통과했고, 오전 9시 10분에 작업자를 호출하여 미승인 작업을 중단하고 터널 내에서 철수하라고 지시하자, 작업자는 포인트박스내 진로표시회로 결선이 변경된 것을 그대로 두고 현장에서 철수 하였다. 오후 12시 55분경 KTX-산천 224 열차를 3번선으로 도착시키기 위해 진로를 변경했으나 458호 선로전환기 불일치 장애가 발생하였다. 이에 따라 관제사가 사고열차 도착선을 6번선으로 다시 변경하였고 본사 종합관제실에 보고 하였다. 오후 1시 4분경 광명역 6번선으로 도착하기 위해 2번선 쪽으로 들어오던 사고열차가 선로전환기 내에서 우측의 1번선 쪽으로 잘못 진입하던 도중 크로싱부에서 탈선하였다. 차량은 차체 115개소, 주행장치 141개소, 실내장치 43개소, 제동장치 및 전기장치 68개소가 손상되었고 신호설비는 각 선로전환기의 포인트부 및 크로싱부 밀착쇄정기, 밀착검지기, 콘트롤러, 콘덴서 등이 손상되었다. 사고 당일 새벽에 진행된 일직터널내 밀착쇄정기 케이블 교체공사 이후 콘트롤러의 5번 접점편 고정 너트가 없어져 선로전환기 불일치 장애가 발생되었고, 이 선로전환기 불일치 장애를 해결하기 위해 광명역 신호시설 유지보수자가 임의로 선로전환기 진로표시회로를 점퍼선으로 직결시킨 것이 이 사고의 직접적인 원인이다.

## 분당선 죽전역 탈선 사고-2011.4.23
분당선 죽전역 탈선 사고(盆唐線竹田驛脫線事故)는 2011년 4월 23일 분당선 보정역에서 죽전역으로 향하던 중 죽전역 진입 직전 코레일 소속 K6118열차의 6량중 1,2,3번째 칸이 탈선한 사고이다.
이 사고로 분당선 오리역 - 보정역 구간 열차운행이 6시간가량 전면 중단되었으며 오리역까지만 단축 운행하였다. 탈선한 열차를 다시 선로위에 올려서 복구 작업을 시키고 K6118열차를 분당차량사업소로 다시 이동시켜서 분당선 오리역-보정역구간 운행을 순차적으로 운행을 재개하였다. 그 후로 같은 해 12월 28일에 기흥 연장 개통 전까지 속도를 줄여 서행 운행하였다.

## 인천국제공항철도 작업인부 사고-2011.12.9
코레일공항철도 작업인부 사고는 2011년 12월 9일 자정에 서울역을 출발하여 검암역으로 향하던 코레일공항철도 소속 당일의 마지막 운행 일반열차가 오전 12시 30분 경 계양역 부근에서 배수로 작업 중이던 코레일테크 소속 인부 8명 중 6명을 치어 5명이 사망한 사고이다.

## 1호선 종로5가역 탈선 사고-2012.2.2
1호선 종로5가역 탈선 사고(一號線鍾路五街驛脫線事故)는 2012년 2월 2일 지하철 1호선 서울역에서 청량리역으로 향하던 중 차량 고장으로 멈춰선 코레일 소속 K602 열차를, 뒤따라 오던 코레일 소속 K14열차와 구원기로 연결한 후 성북역으로 밀어내는 과정에서 종로5가역 구내에서 K602열차의 10량중 9번째 칸이 탈선한 사고이다.
이 사고로 1호선 서울메트로 구간 열차가 5시간동안 운행이 전면 중단되었으며, 오후 3시경 탈선한 열차를 다시 레일 위에 올려서 작업복구를 시켰다. 또 K602열차를 분리시켜 9량은 군자차량기지로 잠시 회송되었고, 남은 1량은 K17열차에 연결하여 이문차량사업소로 다시 이동시키면서 1호선의 운행을 순차적으로 재개시켰다.

## 천안역 탈선 사고-2012.6.2
천안역 탈선 사고(天安驛脫線事故)는 2012년 6월 2일 천안역에서 운행을 종료하고 인입선으로 진입하려던 코레일 소속 전동차의 바퀴 일부가 선로에서 벗어나 탈선한 사고이다.
이 사고로 장항선 일반열차가 경부선과 호남선으로 우회하고 성환역까지만 전동차가 단축 운행하면서 성환역과 천안역 구간에 새마을호 열차를 셔틀열차로, 온양온천역과 천안역 구간에 연계버스를 운행하는 등 천안역 일대의 열차 운행이 약 9시간 여가량 차질을 빚었으며, 2012년 6월 3일 오전 1시쯤 탈선한 전동차를 이동시키고 선로 복구 작업을 마무리해 정상화하였다. 원인은 운행을 마치고 회차를 하기 위해 인입선으로 진입하려는 과정에서 사고 현장 인근의 지하차도 공사에 따른 지반침하로 추정된다.

## 부산 도시철도 추돌 사고-2012.11.22
부산 도시철도 추돌 사고는 2012년 11월 22일 부산 도시철도 3호선 물만골역 인근 터널에서 3038호 열차가 정전으로 인하여 멈추는데 3040호 열차가 견인차의 규정위반으로 3038호의 후면 기관실에 추돌하여 열차 1량이 탈선된 사고이다. 이 사고로 114명의 중·경상자가 발생되었고, 수영역과 연산역 간 운행이 중단되었으며, 오후 6시 경, 두 열차가 대저차량사업소로 회송, 상·하행 정상운행되었다.

## 대구역 열차 추돌 사고-2013.8.31
'대구역 열차 충돌 사고' 문서 참조

## 서울 지하철 2호선 상왕십리역 추돌 사고-2014.5.2
상왕십리역 추돌 사고(上往十里驛追突事故)는 2014년 5월 2일 오후 3시 30분 경, 서울 지하철 2호선 상왕십리역에 발차하려던 전동차를 후속 전동차가 추돌한 사고이다. 사망자는 없었으며 부상자가 200명으로 나왔다.

## 서울 지하철 3호선 방화 사건-2014.5.28
서울 지하철 3호선 방화 사건은 2014년 5월 28일 오전 10시 54분경에 매봉역에서 도곡역 방향으로 운행하던 서울 지하철 3호선 전동차에서 70대 남성이 방화하는 사건이 발생했다. 당시 이 전동차에는 약 370여 명의 승객이 타고 있었으나 다행히도 전동차가 역내에 진입한 순간에 불이 발생해 역무원의 빠른 대처로 승객들이 모두 대피했고 초기 진화에 성공해 불은 6분만에 진화되었다. 부상자는 대피 중 발목을 삔 1명을 빼고는 발생하지 않았다.

## 매포역 화물열차 탈선 사고-2016.3.11
매포역 화물열차 탈선 사고는 2016년 3월 11일 경부선 매포역 인근에서 부산신항역을 출발해 오봉역으로 운행하던 화물열차의 일부 화차가 탈선 및 전도된 사고이다.

## 경부선 노량진역 탈선 사고-2016.5.9
경부선 노량진역 탈선 사고(京釜線鷺梁津驛脫線事故)는 2016년 5월 9일 경부선 노량진역에서 용산역으로 공차 회송하던 중 노량진역 통과 후 속도를 높이다가 6호 객차 뒤쪽 바퀴와 7호 객차 앞쪽 바퀴가 선로를 이탈하면서 탈선한 사고이다. 이날 사고는 천안행 급행열차로의 운행을 위해 회송하던 열차가 운행 중 가볍게 떠올랐다가 착지하는 과정에서 탈선하였다는 한국철도공사 관계자의 말을 토대로 열차 중량이 가벼울 경우에 발생하는 부상 탈선으로 추정된다. 이 사고로 동인천역과 천안역에서 도착 출발하던 급행열차가 구로역으로 타절되고 오후 2시가 다 되어서야 사고 열차를 궤도로 올려 차량기지로 회송하는 것으로 사고 복구를 마무리 짓고 정상화하였다.

## 석포역 열차 탈선 사고-2016.7.4
석포역 열차 탈선 사고는 2016년 7월 4일 오전 8시 21분쯤, 경상북도 봉화군 석포면 영동선 석포역 인근을 지나던 무궁화호 열차가 낙석으로 인하여 탈선한 사고이다. 사고 당시 시속 약 56킬로미터 정도로 서행 운행 중이던 무궁화호 제 1671열차는 정동진역을 오전 6시 30분경에 출발하여 동대구역에 오후 12시 39분경에 도착할 예정이었다. 그러나 열차가 굴현터널 진입을 앞두고 낙석이 발생하는 것을 발견하고 비상제동을 체결하나 제동 거리에 미치지 못해 기관차 1량이 탈선, 궤도를 이탈하였다. 당시 승객은 약 42명 정도로 추산되며 열차는 기관차와 발전차, 객차 4량으로 편성되어 있었다. 사고 구간에 많은 비가 내려 선로의 마찰력이 떨어져 미끄러지고 비탈 사면까지 붕괴되면서 붕괴되는 사면 속에 있던 암석이 선로로 추락하면서 사고의 발생 원인이 되었다. 한국철도공사는 사고 직후, 열차의 승객을 석포역 등으로 긴급 수송하며 중장비 등을 동원해 낙석을 치워 철로 정리 및 사고 열차 견인 등의 복구 작업을 마치고 사고 발생 약 6시간 여 만에 정상화 하나, 부산발 정동진행 무궁화호 제 1692열차 등 일부 열차는 한동안 제천역으로 우회하였다.

## 원덕역 열차 추돌 사고-2017.9.13
원덕역 열차 추돌 사고는 2017년 9월 13일 오전 4시 30분경 중앙선 원덕역~양평역 사이에서 시운전하던 8200호대 후행열차가 앞서가던 8500호대 선행열차를 들이받은 사고이다. 이 사고로 후행열차 기관사 1명이 사망하고 6명이 부상당했다. 이 사고로 해당 구간을 운행하던 수도권 전철 경의·중앙선은 상,하행선 운행이 전면 중단되었다가 오후 7시 35분 단선교차운행이 재개되었고 현장수습 마무리후 양방향 정상운행에 들어갔다.

## 대전조차장 화물열차 탈선 사고-2018.6.24
대전조차장 화물열차 탈선 사고는 2018년 6월 24일 오후 3시 30분경 대전조차장역 구내에서 화물열차가 탈선한 사고이다. 대전조차장역에서 탈선한 화물열차는 오전 11시 42분 부산항을 출발해 오후 늦게 삽교역에 도착할 예정이었다. 탈선한 화물열차는 모두 22량으로 이 가운데 7량이 탈선하였으며 역에 진입하는 과정에서 궤도를 이탈하였다. 이 사고로 경부선 일반열차 일부 구간이 지연되었다.

## 강릉선 강릉역 KTX 탈선 사고-2018.12.8
강릉선 강릉역 KTX 탈선 사고는 2018년 12월 8일 오전 7시 35분경 강릉선 강릉역~진부역 사이에서 지나는 KTX-산천 408호기가 탈선한 사고이다.

## 1호선 신길역 탈선 사고-2020.4.14
신길역 탈선 사고는 2020년 4월 14일 오전 한국철도공사 1000호대 전동차 1×83편성이 신길역 인근에서 탈선한 사고이다. 차량을 지탱하던 차축 베어링이 노후화로 인해 끊어지면서 선두차가 탈선하고 잇따라 2호차까지 탈선하였다. 현재 1×83편성은 폐차 처리되었다.

## 5호선 차량고장 사고-2020.5.24
5호선 차량고장 사고는 2020년 5월 24일 오후 4시 47분께 서울 지하철 5호선 마장역을 지나던 방화행 열차가 고장 난 사고이다.

## 4호선 상계역 추돌사고-2020.6.11
4호선 상계역 탈선 사고(上溪站追尾事故)는 2020년 6월 11일 오전 10시 40분경 서울 노원구 지하철 4호선 상계역에서 서울 지하철 4호선 열차 추돌 사고가 발생해 당고개-노원 열차 운행이 중단되었던 사고이다. 서울교통공사는 11일 10시43분 4호선 상계역에서 오이도 방향으로 가던 열차가 다른 열차와 추돌하는 사고가 발생했다고 밝혔다. 코레일 관계자는 “창동 열차기지로 들어가려던 서울교통공사 측 회송차량이 상계역에 정차되어 있던 코레일 차량을 추돌한 상황”이라며 “구체적인 원인을 파악하고 있다”고 설명했다. 서울교통공사는 “당고개역에서 운행을 마치고 창동차량기지로 입고 중이던 회송열차와 승강장에 있던 전동차가 충돌해 승강장 내 전동차에 있던 승객 80여명은 직원의 도움을 받아 무사히 하차했다”며 “병원으로 후송된 사람은 없었다”고 밝혔다. 서울교통공사는 “당고개-노원 구간은 운행이 중단됐고 나머지 구간(오이도-노원)은 노원역까지 운행 뒤 회차하는 방식으로 운행하나 일부 지연이 예상된다”고 밝혔다. 공사는 운행이 중단된 노원-당고개 구간에 대체수송을 위한 버스 7대를 투입했다고 밝혔다. 당고개역 1번 출구 건너편과, 노원역 2번 출구에서 대체수송용 버스를 탈 수 있다고 공사는 설명했다.

## 전장연 시위- 2021년 ~ 현재
2021년부터 장애인 단체가 수도권 지하철을 중심으로 열차운행이 중단될 정도로 시위를 벌였다. 이들은 설립 이후부터 지금까지 장애인 인권 개선에 대해서 관심을 가져주지 않는 대한민국 정부에 대해 개선 요구를 했다. 하지만 시위 과정에서 사람들이 많이 다니는 오전 출근 시간대에 이들의 시위로 인해 지하철 스크린도어 파손, 열차 지연으로 인한 지하철 승객들의 피해 등으로 인해 비판과 논란의 대상이 되고 있다. 결국 시위에 참가한 30~40명이 업무방해죄, 감염병법위반, 집회시위법 위반 등의 혐의로 기소 의견으로 송치되었다.
자세한 내용은 전국장애인차별철폐연대의 지하철 시위 논란 문서 참조.

## 영동 KTX 열차 탈선 사고-2022.1.5
영동 KTX 열차 탈선 사고는 2022년 1월 5일 오전 11시 58분경 경부고속선 하행선을 주행하던 KTX-산천 제23열차(409호기)가 충청북도 영동군 영동읍 소재 영동보수기지 인근에서 탈선한 사고이다. 이 사고로 승객 7명이 부상당했으며, 경부고속선 대전 - 김천(구미) 구간의 양방향 운행이 다음날(1월 6일) 새벽까지 중단되면서 13편의 열차 운행이 취소되고 120여 편의 열차가 지연 운행하는 등의 피해가 발생했다. 또한 사고의 여파로 수도권 전철의 막차 시간도 약 1시간 연장되었다.
이 사고에 대해 항공·철도사고조사위원회가 조사에 착수했다. 위원회의 초기 현장 조사 결과 당초 탈선 위치로 알려졌던 영동터널보다 3km가량 앞에 있던 오탄터널에서 4호차에서 분리된 것으로 추정되는 차륜이 발견되었고, 그 부근의 선로가 휘어진 것으로 미루어 보았을 때 당초 알려졌던 영동터널 내 구조물 충돌이 아닌 차량 자체의 결함이 사고의 원인이 되었을 가능성이 제기되었다.

## 영등포역 무궁화호 탈선 사고
영등포역 무궁화호 탈선 사고는 2022년 11월 6일 오후 8시 52분 경 영등포역 인근에서 용산발 익산행 장항선 무궁화호 제1567열차가 탈선한 사고이다 이 사고로 승객 35명이 부상당하였으며 객차 5량이 탈선하였다

## 경부고속선 KTX 탈선사고
8월19일 KTX 114호기 고모IC에서 탈선

## 신도림역 탈선 사고-2025.3.23
신도림역 탈선 사고(新道林驛脫線事故)는 2025년 3월 23일 7시 50분경, 신정차량사업소를 출발해 신도림역 4번 승강장에 진입하려던 전동차가 선로를 이탈한 사고이다. 사고로 인해 2호선 본선 외선 홍대입구~서울대입구 구간과 신정지선 신도림~까치산 구간 운행이 중단되었다. 서울교통공사는 운행 중단 구간에 대한 대체버스를 투입하였다. 17시 34분경, 복구 작업이 완료되면서 2호선 운행은 정상화되었다. 사고 원인은 잠정적으로 기관사의 정지신호 위반으로 확인되었으며, 탈선 사고를 일으킨 기관사는 직위해제되었다.